# 南打鐵坑
南打鐵坑，舊稱打鐵坑，是臺灣新竹縣新埔鎮的一個傳統地域名稱，位於該鎮東南部。相較於今日行政區，其範圍大致為內立里東半部。

## 歷史
台灣清治末期至日治初期，南打鐵坑地區為一街庄，稱為「打鐵坑庄」，隸屬於竹北一堡。該庄北隔鳳山溪與五份埔庄為界，東與下南片庄為鄰，南邊為水坑庄，西邊為內立庄。
1901年（日治明治三十四年）11月，全台廢縣廳改設二十廳，該庄隸屬於新竹廳。1909年（明治四十二年）10月，合併二十廳為十二廳，該庄隸屬不變。1920年（大正九年），廢十二廳改設五州二廳，該庄改制並改名為「南打鐵坑」大字，隸屬於新竹州新竹郡新埔庄，大字下有「新打坑」、「打鐵坑」小字名。1941年，新埔庄升格為新埔街。
戰後新埔街改制為新埔鎮，隸屬於新竹縣，大字亦改制為里，為雲南里。1950年桃、竹、苗分治，新埔鎮隸屬不變。1979年併入內立里。

## 交通
鄉道竹16線是土地公埔至關西的道路，也是鳯山溪中游地區南岸的主要連絡道路，大致以橫向經過南打鐵坑地區北部，向西轉西北可前往內立、石頭坑並止於犂頭山地區土地公埔附近的縣道118號路口，向東轉東南可前往下南片、坪林、上南片，過鳳山溪橋可前往關西市區並止於關西國小附近。